# Ос
Вижте пояснителната страница за други значения на Ос.
Ос е конструктивен неподвижен машинен елемент, който служи като опора на въртящи се части (елементи) от конструкцията на машина или механизъм. Оста е закрепена неподвижно към корпуса на машината, а въртящите се части се опират върху оста посредством лагери – търкалящи (сачмени или ролкови) или плъзгащи (втулки), които се монтират в цилиндричните участъци на оста. Обикновено осите са с дължина по-голяма от диаметъра им и се изработват от материали с голяма здравина – стомана, месинг, алуминиеви сплави, в миналото и от дърво (например при колелата на волската кола), но в зависимост от предназначението могат да бъдат и от пластмаса, както при видеоплеърите например.
Оста в кинематичен план работи на усукване и огъване.